# ۱۵۱۸ (میلادی)
۱۵۱۸ (میلادی) هزار و پانصد  و هجدهمین سال تقویم میلادی است.

## زادگان
- ۲۹ سپتامبر – تینتورتو، هنرمند و نقاش ایتالیایی (د. ۱۵۹۴)